# Zibika
Zibika je naselje v Občini Šmarje pri Jelšah.

## Izvor krajevnega imena
Krajevno ime je izpeljano iz besede zíbati, ki se je v rednem jezikovnem razvoju razvila iz zybáti. Ime kaže na močvirna, šotasta tla, ki se zibljejo, tresejo. Občno ime v slovenščini sicer pomeni tudi 'čez gorsko stran viseči travnat svet, ki se ziblje, guga', vendar ta pomenska motivacija za krajevno ime Zibika pri Šmarju iz terenskih razlogov ne pride v poštev.
V starih listinah se krajevno ime navaja v letih 1763-1787 kot Sibika in Szibika.

## Župnija
Samostojna župnija Zibika je nastala leta 1665. Cerkev sv. Jerneja v Zibiki se v pisnih virih pojavi prvič leta 1405 kot podružnična cerkev pražupnije Ponikva. Nato je pred letom 1500 postala vikariat. Od te stare stavbe sta ohranjena ladja in zasnova zvonika, presbiterij pa je bil manjši kot sedaj, saj so cerkev na začetku 16. stoletja temeljito predelali. Iz gotske cerkve so jo do leta 1679 barokizirali. Ladjo so ji obokali in vanjo vzidali pevsko emporo, dvignili in obokali presbiterij, prizidali kapeli in zakristijo ter predelali zvonik. Od opreme iz prejšnje cerkve je ohranjena samo prižnica in oltar v desni kapeli. Ostala oprema je večinoma iz druge polovice 18. stoletja. Nadalje je bila cerkev obnovljena leta 1930 in 1956 ter po potresu na Kozjanskem.

## Ljudje povezani s krajem
- Jožef Žehel - pripovednik, ki je kot kaplan v letih 1856−1858 služboval v Zibiki
- Martin Čokl (1907−2014), gozdar, rojen v Zibiki
- Tone Kropušek (1928-2017), slovenski politik, gospodarstvenik in častni občan mesta Maribor, rojen v Zibki.